# Magdalenenkirche (Wasserhofen)

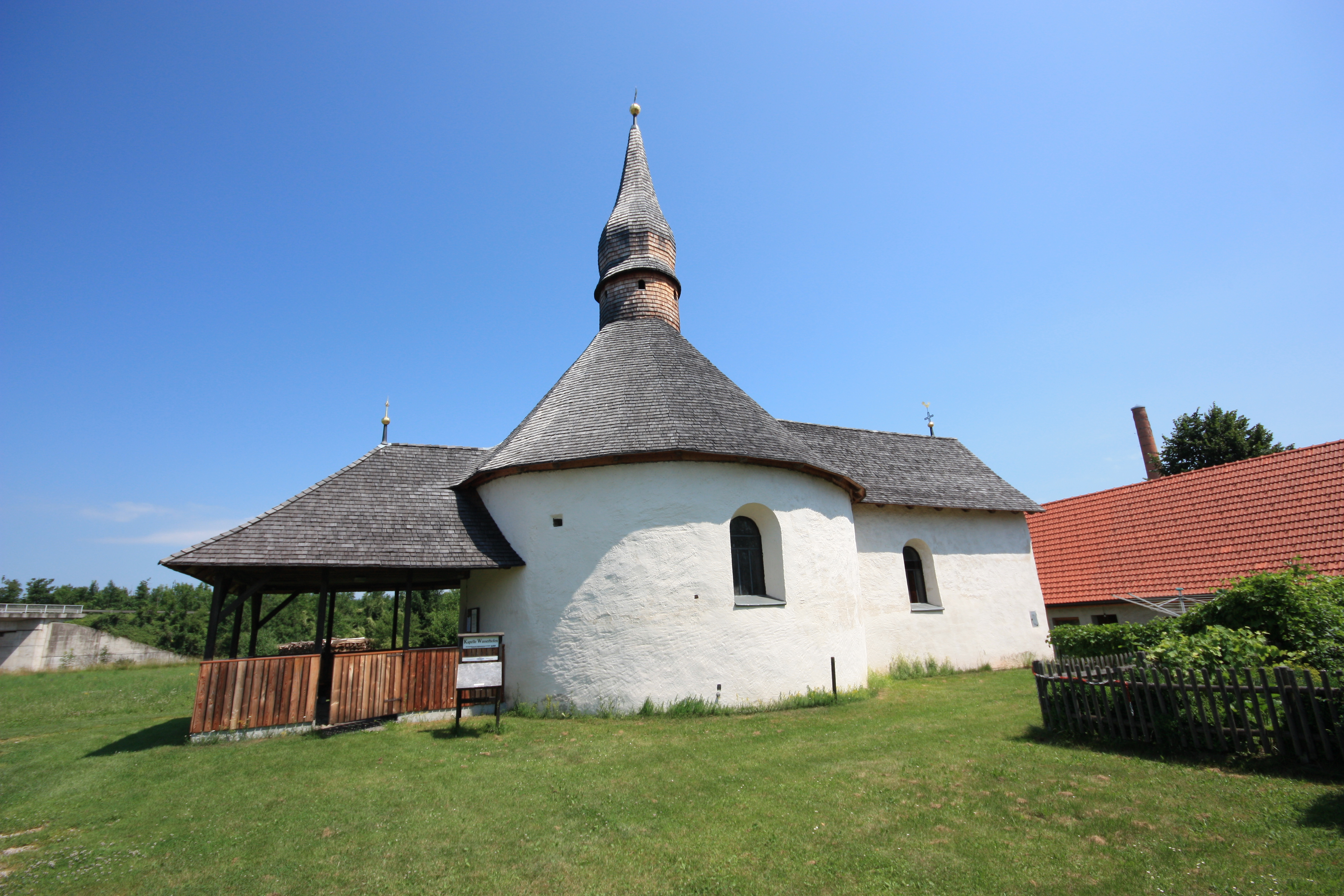

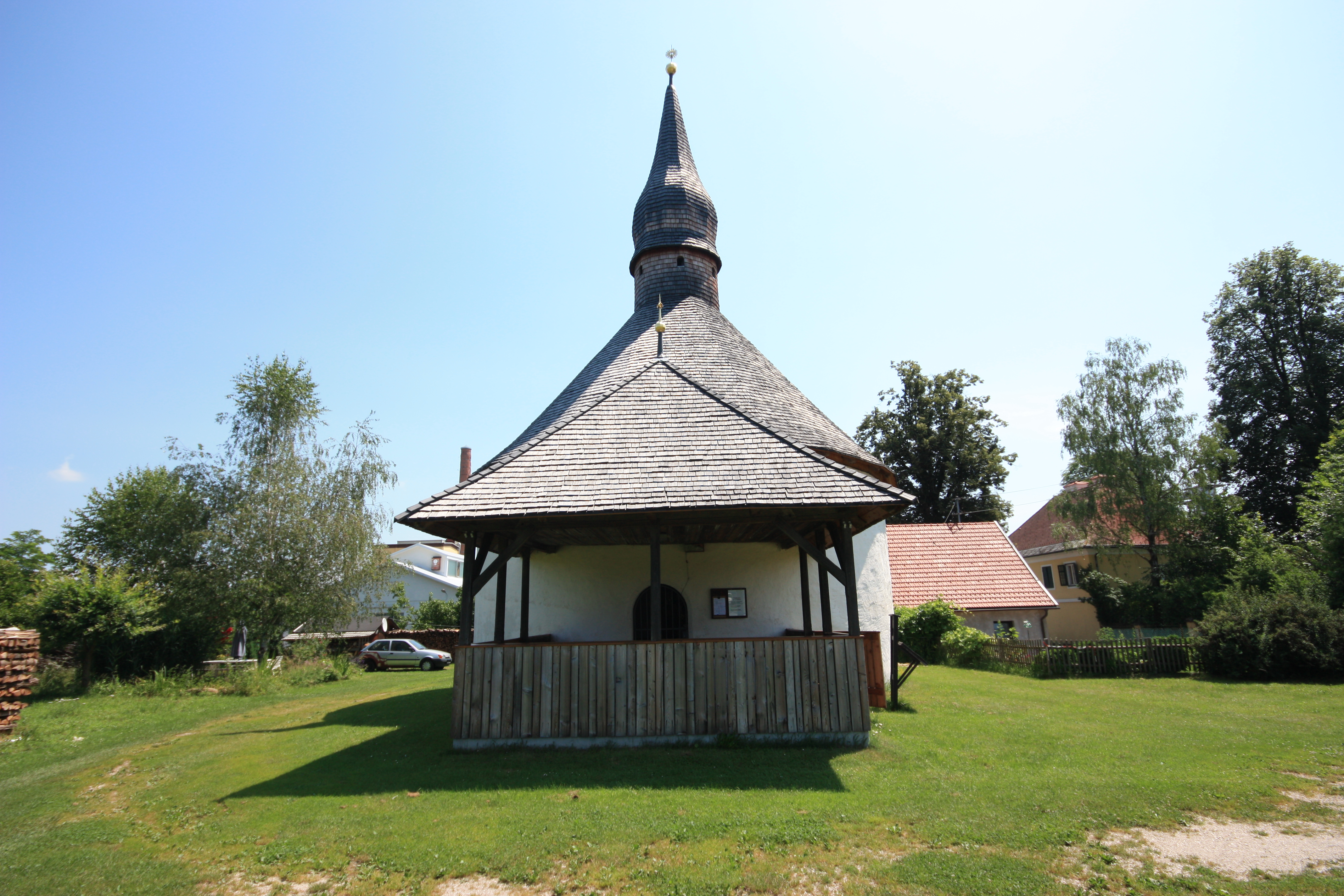

Die katholische Magdalenenkirche in Wasserhofen in der Gemeinde Sankt Kanzian am Klopeinersee ist eine Filialkirche von Kühnsdorf und Maria Magdalena geweiht. Die Kirche wurde vermutlich kurz vor 1580 als protestantischer Sakralbau für das benachbarte Schloss errichtet.

## Bauwerk
Die mit Holzschindeln gedeckte Kirche ist ein spätgotischer Rundbau mit westlicher Vorlaube und langgestrecktem, rechteckigem Chor im Osten. Das Kegeldach des Rundbaus geht in ein hölzernes Türmchen mit Zwiebelhelm über. Ein abgefastes Rundbogenportal führt von der  Vorhalle, einer Holzkonstruktion, in die Kirche.
Die hölzerne Flachdecke mit Schablonenmalerei im Zentralraum stammt ursprünglich aus der Kirche von St. Marxen. Der zweijochige Chor ist kreuzgratgewölbt. Die mit Ecce homo betitelten Wandmalereien wurden von dem Gegenwartskünstler Valentin Oman geschaffen.

## Einrichtung
Am Hochaltar aus dem dritten Viertel des 18. Jahrhunderts ist am Altarblatt die büßende Maria Magdalena zu sehen. Über den Opfergangsportalen sind die Figuren des Apostels Matthias und einer weiblichen Heiligen aufgestellt.